# 横濱ウィンナー
『横濱ウィンナー』（よこはまウィンナー・Yokohama Wiener）は、くるりの初ライブDVD。2008年5月21日発売。

## 解説
2007年12月11日・12日、パシフィコ横浜・国立大ホールでツアー「ふれあいコンサート」のファイナル公演の模様を完全収録。アルバム『ワルツを踊れ Tanz Walzer』で共演したウィーン・アンバサーデ・オーケストラを招き開催された貴重なライブ。
初回限定版は、通常盤にボーナスDVDをプラスした2枚組。1〜3曲目は2007年12月6日、京都・磔磔で僅か250人にライヴを行った時の映像。4〜6曲目は2007年9月23日、梅小路公園・芝生広場で1万5千人を動員したくるり主催のイベント「京都音楽博覧会」から3曲。なお、初回限定版はスペシャルパッケージ仕様。

## 収録曲

### Disc 1
1. ハイリゲンシュタッド
2. ブレーメン
3. GUILTY
4. 恋人の時計
5. スラヴ
6. コンチネンタル
7. 春風
Philharmonic or dieとは違う日のものが収録されている。
8. さよなら春の日
9. グッドモーニング
10. 惑星づくり
11. ARMY
12. アマデウス
13. 家出娘
14. アナーキー・イン・ザ・ムジーク
15. 飴色の部屋
16. WORLD'S END SUPERNOVA
17. ジュビリー
18. 男の子と女の子
岸田、佐藤の2人のみの演奏。
19. ハローグッバイ
オーケストラ無しでの演奏。
20. 言葉はさんかく こころは四角
21. ブレーメン Encore

### Disc 2（初回限定盤のみ）
1. すけべな女の子
2. 東京
3. モノノケ姫
4. 砂の星
5. リバー
6. 宿はなし